# Els àngels no saben vetllar els morts
Els àngels no saben vetllar els morts (em português, Os anjos não sabem velar os mortos) é um livro de poesia publicado pelo poeta e político catalão Joan Reventós i Carner, em 1996, sob o pseudônimo de Pere Oliva. Contém 40 poemas, um prólogo e um epílogo do autor. Está dividido em oito partes.
Os poemas são escritos em versos livres, muito raramente com rimas. O tema absoluto de todos os poemas é a morte, em suas várias facetas: a morte do eu, a morte dos outros, a morte dos entes queridos, a morte heroica, o medo da morte, a conformação, etc. Em seu prólogo, o autor afirma que a ideia do tema surgiu numa conversa entre amigos. Mas no epílogo ele esclare que também lhe foi sugerido devido à aproximação de sua velhice e a crescente consciência da finitude do tempo para o indivíduo
Alfredo Bosi, em sua introdução para a edição bilingue brasileira, diz: 
Quando Leopold Rodés, o tradutor fiel dos poemas de Joan Reventós, me deu a conhecer Els àngels no saben vetllar els morts, percebi de chofre que estava diante de um dos maiores poetas da morte do século que há pouco findou.

## Lista de poemas
1. De onde venho? Para onde vou?:
- A inútil procura;
- Uma origem concreta;
- Uma grande incerteza;
- Será que pode?.

2. Medo de morrer:
- É bom discursar sobre a morte?;
- A morte alheia difere do meu morrer;
- Como se morrer não existisse;
- Acato, porém com protesto;
- Quisera superar o medo;
- O medo que não tenho;
- Piedade;
- Vitória da morte?.

3. Como se fossem cantos:
- Testemunhas;
- Mistério do outro lado;
- Para lá da morte e do morrer;
- Todos somos iguais.

4. A morte concreta:
- Mortes variadas;
- Onde estão os mortos que me apressam?;
- Os vivos precisam dos mortos;
- Ao modo dos provérbios;
- Nostalgias;
- Viver é dizer adeus;
- A morte desejada.

5. Silêncio e solidão:
- Silêncio da mãe;
- Choro uma outra solidão;
- Não percebes como foge irreparável?;
- A espera.

6. O lugar dos mortos:
- Sepultado à Vidrà;
- Nostalgia perante às tumbas;
- Dá na mesma;
- Todos os mortos;
- Baixos relevos funerários;
- A mensagem de Agrigent;
- Skrogskrematorie.

7. Melodias da morte:
- A morte heroica;
- A ode de Píndaro;
- Súplica do agnóstico;
- O templo de Afaia como Túmulo.

8. Evocações vitais:
- Dedicado aos filhos;
- Será quando minha morte chegar.